# Campionati europei di ciclismo su pista 2024 - Velocità a squadre femminile
La velocità a squadre femminile ai Campionati europei di ciclismo su pista 2024 si svolse il 10 gennaio 2024 presso il Omnisport Apeldoorn di Apeldoorn, nei Paesi Bassi.

## Risultati

### Qualificazioni
Le prime otto si qualificarono per il primo turno.
| Pos. | Squadra                                                             | Tempo  | Distacco | Note |
| ---- | ------------------------------------------------------------------- | ------ | -------- | ---- |
| 1    | Germania Lea Friedrich Pauline Grabosch Emma Hinze                  | 46.316 |          | Q    |
| 2    | Regno Unito Sophie Capewell Emma Finucane Lowri Thomas              | 46.377 | +0.061   | Q    |
| 3    | Paesi Bassi Kyra Lamberink Hetty van de Wouw Steffie van der Peet   | 47.173 | +0.857   | Q    |
| 4    | Polonia Marlena Karwacka Urszula Łoś Nikola Sibiak                  | 47.481 | +1.165   | Q    |
| 5    | Francia Mathilde Gros Taky Marie-Divine Kouamé Julie Michaux        | 48.171 | +1.855   | Q    |
| 6    | Belgio Valerie Jenaer Julie Nicolaes Nicky Degrendele               | 49.114 | +2.798   | Q    |
| 7    | Ucraina Alla Biletska Oleksandra Lohviniuk Olena Starikova          | 49.282 | +2.966   | Q    |
| 8    | Rep. Ceca Natálie Mikšaníková Veronika Jaborníková Anna Jaborníková | 49.718 | +3.402   | Q    |

### Primo turno
Gli accoppiamenti delle batterie furono definiti in base ai tempi delle qualificazioni:
- quarta classificata contro quinta;
- terza classificata contro sesta;
- seconda classificata contro settima;
- prima classificata contro ottava.

Le squadre vincitrici delle batterie furono classificate in base al proprio tempo: le 2 migliori si qualificarono per la finale per la medaglia d'oro, le altre 2 per quella per il bronzo.
| Pos. | Batt. | Squadra                                                             | Tempo  | Distacco | Note |
| ---- | ----- | ------------------------------------------------------------------- | ------ | -------- | ---- |
| 1    | 1     | Polonia Marlena Karwacka Urszula Łoś Nikola Sibiak                  | 47.389 |          | QB   |
| 1    | 2     | Francia Mathilde Gros Taky Marie-Divine Kouamé Julie Michaux        | 48.270 | +0.881   |      |
| 2    | 1     | Paesi Bassi Kyra Lamberink Steffie van der Peet Hetty van de Wouw   | 46.866 |          | QB   |
| 2    | 2     | Belgio Nicky Degrendele Valerie Jenaer Julie Nicolaes               | 55.686 | +8.820   |      |
| 3    | 1     | Regno Unito Sophie Capewell Emma Finucane Katy Marchant             | 46.432 |          | QG   |
| 3    | 2     | Ucraina Alla Biletska Oleksandra Lohviniuk Olena Starikova          | 49.408 | +2.976   |      |
| 4    | 1     | Germania Lea Friedrich Pauline Grabosch Emma Hinze                  | 46.234 |          | QG   |
| 4    | 2     | Rep. Ceca Anna Jaborníková Veronika Jaborníková Natálie Mikšaníková | 49.676 | +3.442   |      |

### Finali
| Pos.                             | Squadra                                                           | Tempo  | Distacco |
| -------------------------------- | ----------------------------------------------------------------- | ------ | -------- |
| Finale per la medaglia d'oro     |                                                                   |        |          |
| 1                                | Germania Lea Friedrich Pauline Grabosch Emma Hinze                | 45.899 |          |
| 2                                | Regno Unito Sophie Capewell Emma Finucane Katy Marchant           | 46.151 | +0.252   |
| Finale per la medaglia di bronzo |                                                                   |        |          |
| 3                                | Paesi Bassi Kyra Lamberink Hetty van de Wouw Steffie van der Peet | 46.754 |          |
| 4                                | Polonia Marlena Karwacka Urszula Łoś Nikola Sibiak                | 47.189 | +0.435   |